# Eremocoris cupressicola
Eremocoris cupressicola är en insektsart som beskrevs av Ashlock 1979. Eremocoris cupressicola ingår i släktet Eremocoris och familjen Rhyparochromidae. Inga underarter finns listade i Catalogue of Life.